# カルロス・イスキエルドス
カルロス・ロベルト・イスキエルドス（Carlos Roberto Izquierdoz、1988年11月3日 - ）は、アルゼンチン・サン・カルロス・デ・バリローチェ出身のサッカー選手。スポルティング・ヒホン所属。ポジションはDF。

## 経歴
2004年、CAラヌースの下部組織に入団し、2009-10シーズンのCAアトランタへのレンタル移籍を経て2010年にトップチームデビュー。2013年にはコパ・スダメリカーナ優勝を経験した。
2014年5月29日、メキシコのサントス・ラグナに加入した。
2018年7月5日、移籍金約515万ユーロでボカ・ジュニアーズに引き抜かれた。
2022年7月28日、2年契約でスポルティング・デ・ヒホンに移籍した。